# Coquetel molotov
Tipo de coquetel molotov usado pelos finlandeses durante a Guerra de Inverno.
O coquetel molotov ou cocktail molotov é uma arma incendiária geralmente utilizada em protestos e guerrilhas urbanas.
A sua composição inclui uma mistura líquida inflamável e perigosa ao ser transportada, como petróleo, gasolina, ácido sulfúrico, clorato de potássio, álcool e éter etílico, misturados no interior de uma garrafa de vidro, e pano embebido do mesmo combustível na mistura de um pavio. O pavio pode ser desnecessário dependendo da mistura se for arremessado sobre o alvo, dependendo da composição química no interior a faísca produzida no choque da garrafa ao se arremessar contra o alvo.
O nome deriva do diplomata soviético Vyacheslav Mikhailovich Molotov. Esse nome foi atribuído, por ironia, pelos finlandeses durante a invasão da Finlândia pela União Soviética na Guerra de Inverno em 1939. O então comissário de Relações Exteriores afirmou em programas de rádio que os soviéticos não estavam jogando bombas sobre os finlandeses, e sim fornecendo-lhes alimentos. Esses últimos passaram a chamar suas bombas de cesto de pães de Molotov, e a denominar suas bombas artesanais de "Coquetéis Molotov".

## O coquetel molotov na Segunda Guerra Mundial

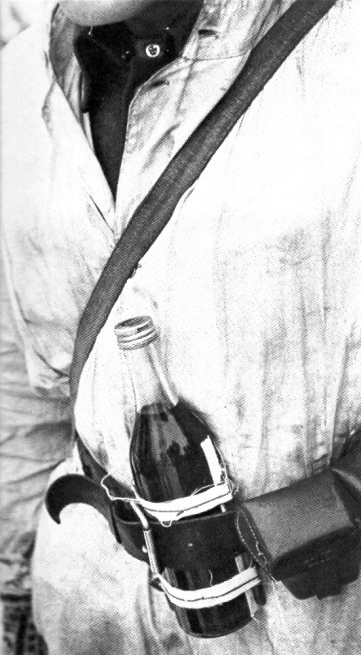
Soldado finlandês com um coquetel molotov durante a Guerra de Inverno.

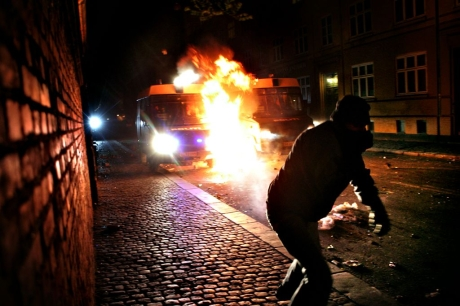
Coquetel molotov após o impacto.

Durante a Segunda Guerra Mundial, a Finlândia foi atacada pela União Soviética, em novembro de 1939. O exército finlandês, que carecia de armas antitanque para enfrentar os tanques do Exército Vermelho, adotou então este dispositivo incendiário improvisado da Guerra Civil Espanhola de 1936–1939. Na Espanha, o general Francisco Franco havia ordenado aos nacionalistas espanhóis que utilizassem a arma contra os tanques soviéticos T-26 que combatiam ao lado dos republicanos num ataque mal-sucedido, próximo a Toledo, a trinta quilômetros de Madrid. A arma demonstrou, neste episódio, ser eficaz mesmo contra forças blindadas. Na Finlândia, a produção em larga escala começou então. A arma era produzida pela companhia Alko na sua fábrica de Rajamäki, consistindo numa mistura de etanol, gasolina e alcatrão, com dois fósforos especiais que serviam de pavio.
Um total de 450 mil unidades foram produzidas entre dezembro e março, por uma força de trabalho de 87 mulheres e 5 homens.
O exército polaco utilizou um dispositivo de ignição por impacto (Éter etílico), tornando desnecessária a pré-ignição da arma. Este consistia na adição de ácido sulfúrico à mistura, que iria reagir, após a quebra da garrafa, com uma mistura de clorato de potássio e açúcar, cristalizada sobre um pano enrolado em torno da garrafa.

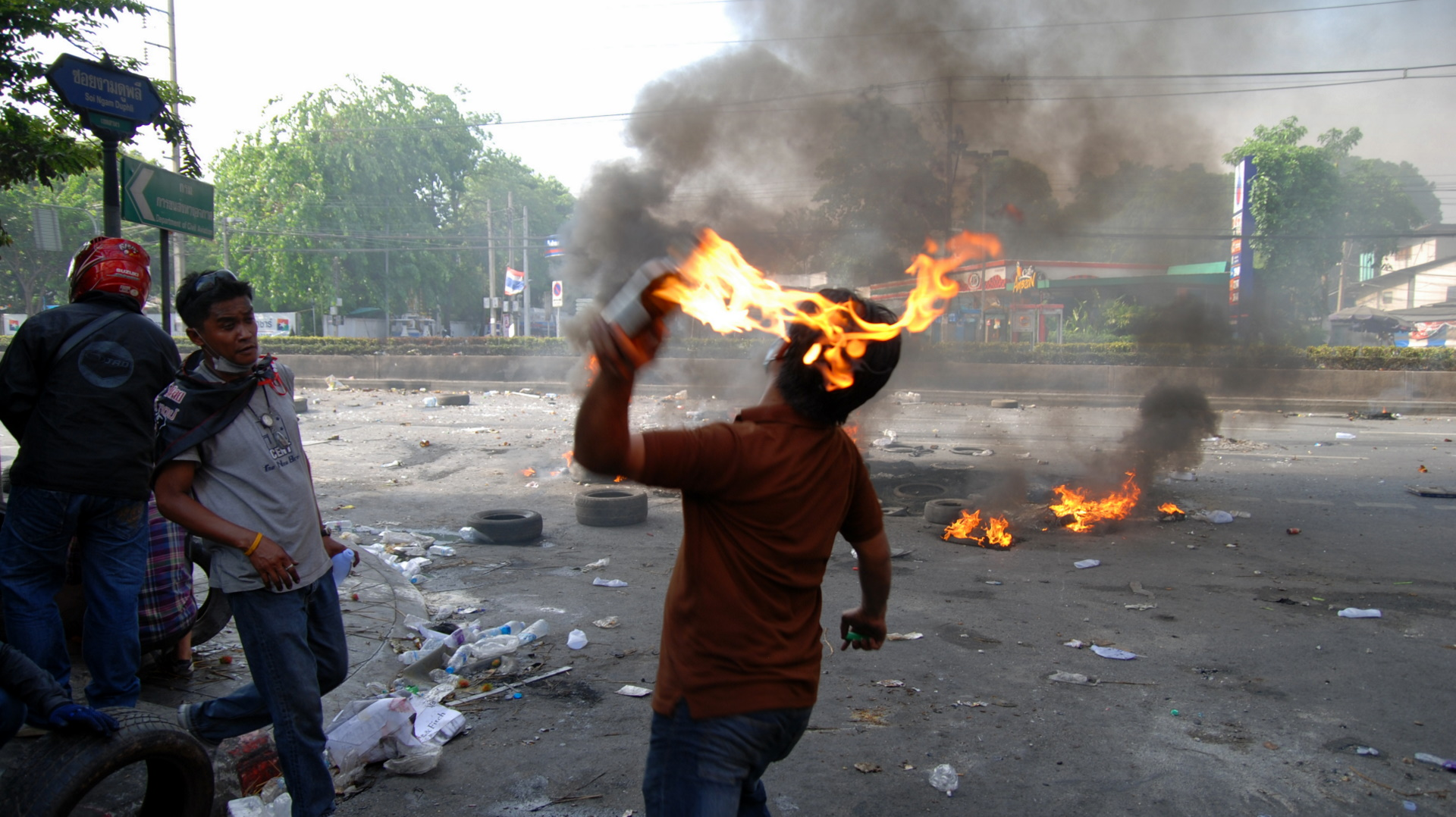
Coquetel molotov sendo lançado.

Em confrontos urbanos e guerrilha urbana são ainda utilizados outros tipos de misturas e dispositivos.
O princípio de funcionamento básico da arma reside na dispersão química de líquido inflamável após o impacto num alvo ou no chão. A ignição não é imediata, dando tempo para que uma pequena parte do líquido evapore (éter etílico) o que provocará uma espécie de explosão de fraca potência, que pode ajudar à dispersão do restante líquido sobre uma área maior. O agente adicionado (sabão, detergente ou óleo) aumenta a aderência do combustível ao alvo.

## No Brasil
No Brasil, a posse, fabricação ou o uso de tal artefato configura crime de "posse ou porte ilegal de arma de fogo de uso restrito", estando o infrator sujeito à pena de reclusão de, no mínimo, três anos até o máximo de seis anos e multa, conforme disposto na Lei 10.826/03, Art. 16, Inciso 3.º.